# Okiscarta kotoensis
Okiscarta kotoensis är en insektsart som först beskrevs av Kato 1928.  Okiscarta kotoensis ingår i släktet Okiscarta och familjen spottstritar. Inga underarter finns listade i Catalogue of Life.